# غاري ك. ميكلسون
غاري ك. ميكلسون (بالإنجليزية: Gary K. Michelson)‏ هو جراح أمريكي، ولد في 14 يناير 1949 في فيلادلفيا في الولايات المتحدة.